# Conca separada

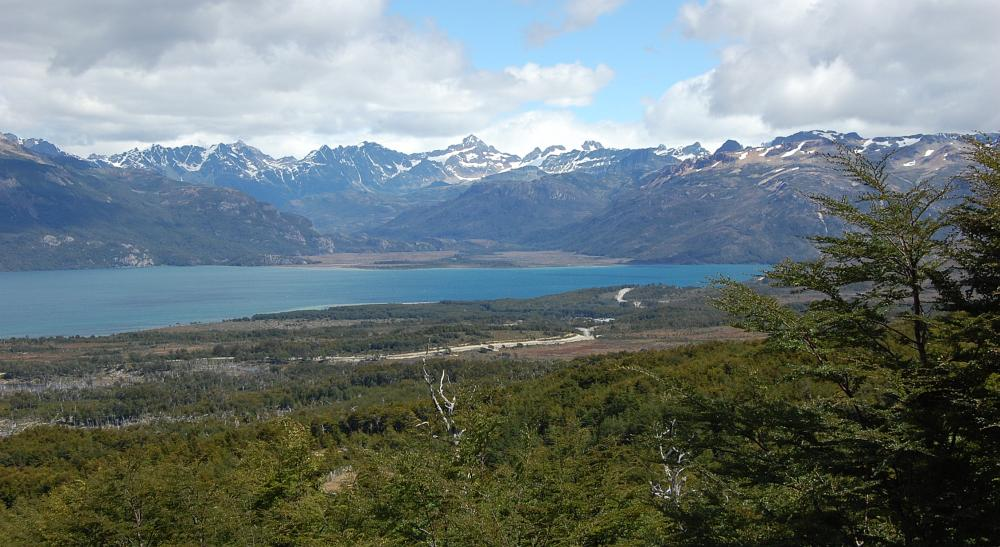
El Llac Cami a la Terra del Foc dins una conca separada de forma allargada

Una conca separada, (en anglès:  pull apart basin , strike-slip basin o rhombochasm) és un tipus de conca estructural que es desenvolupa entre dos segments de compensació o en un angle en una falla geològica del tipus sinistra o una falla transformant. Aquest tipus de conca es desenvolupa on els sentit de la compensació porta a una extensió tectònica. Aquesta geometria significa que el desplaçament de la falla sera estirar una part de l'escorça geològica cap enfora i provocar la perllongació. Les depressions de la mar Morta i del mar Salton són depressions separades.
El Golf de Paria, en el Carib és un exemple de conca separada. Aquesta es deu al desplaçament de les falles anomenades El Pilar cap a l'oest i la falla Central Ridge cap a l'est.